# Casa Nova de la Balma
La Casa Nova de la Balma és una masia d'Espinelves (Osona) inclosa a l'Inventari del Patrimoni Arquitectònic de Catalunya.

## Descripció
Edifici civil. Masia de planta quadrada (13 x 13 m), coberta a dues vessants i amb el carener perpendicular a la façana, situada a migdia. Consta de planta baixa, pis i golfes. Està assentada sobre el desnivell del terreny i té dos nivells de coberta. La façana presenta un portal rectangular, dues finestres laterals i un forn a l'angle sud-est, tres finestres amb ampit al primer pis, dos de les quals presenten arquets de descàrrega damunt la llinda i una finestreta a les golfes. A llevant només hi ha una finestra a la planta baixa, una al rimer pis i una a les golfes. A ponent s'hi adossa un cobert a dues vessants, amb el carener perpendicular a la façana de la casa (14 x 10 m), amb funcions agrícoles. Davant aquest cos adossat hi ha dos coberts més amb la mateixa funció.

## Història
Es troba molt allunyada del nucli, gairebé a tocar de Sant Hilari.
Situada en els "Plans de la Balma", a la capçalera del sot que mena a la Balma, lloc on hi ha una altra masia, segurament relacionada amb aquesta. Als fogatges de la parròquia del terme d'Espinelves hi consta un tal "Gaspar Balmes" (1553).